# 견홍
견홍(牽弘)은 삼국 시대부터 서진 시대 까지의 군인이다. 견초의 차남, 견가(牽嘉)의 동생이다. 안평군 관진현(觀津縣, 지금의 안핑현 셴포진(审坡镇)) 출신.

## 같이 보기
- 삼국지 인물 목록